# Lipusz (gmina)
Pour le village, voir Lipusz.
Lipusz est une gmina rurale du powiat de Kościerzyna, Poméranie, dans le nord de la Pologne. Son siège est le village de Lipusz, qui se situe environ 14 km à l'ouest de Kościerzyna et 64 km au sud-ouest de la capitale régionale Gdańsk.
La gmina couvre une superficie de 109,2 km2 pour une population de 3 381 habitants.

## Géographie
La gmina inclut les villages de Bałachy, Gostomko, Jabłuszek Duży, Jabłuszek Mały, Krosewo, Krugliniec, Lipuska Huta, Lipusz, Papiernia, Płocice, Płocice-Kula, Śluza, Szklana Huta, Szwedzki Ostrów, Trawice, Tuszkowy et Wyrówno.
La gmina borde les gminy de Dziemiany, Kościerzyna, Parchowo, Studzienice et Sulęczyno.